# Vista Hermosa
Vista Hermosa est une municipalité située dans le département de Meta en Colombie.